# Kreis Steinfurt (1816–1974)
Der Kreis Steinfurt war ein Kreis im Norden von Nordrhein-Westfalen (Deutschland). Er wurde im Jahr 1816 als Kreis Steinfurt gegründet, seit 1953 Landkreis Steinfurt genannt und ab dem 1. Oktober 1969 wiederum offiziell als Kreis Steinfurt bezeichnet. Am 1. Januar 1975 wurde er im Zuge der Gebietsreform durch das Münster/Hamm-Gesetz aufgelöst und gemeinsam mit dem Kreis Tecklenburg und Teilen des Kreises Münster zum neuen Kreis Steinfurt vereinigt.
Der Kreis wurde wegen seines Kreissitzes Burgsteinfurt nichtamtlich auch als Kreis Burgsteinfurt bezeichnet.

## Geographie

### Nachbarkreise
Der Kreis Steinfurt grenzte 1974 im Uhrzeigersinn im Norden beginnend an die Landkreise Grafschaft Bentheim und Lingen (beide in Niedersachsen) sowie an die Kreise Tecklenburg, Münster, Coesfeld und Ahaus (alle in Nordrhein-Westfalen).

## Geschichte

Die historischen Bestandteile des Kreisgebiets

Vor 1802 gehörte die Herrschaft Steinfurt zum Hochstift Münster. Die südliche Hälfte des Hochstifts Münster umschloss die fürstbischöflichen Ämter Horstmar, Rheine-Bevergern und Wolbeck, und die Grafschaft Steinfurt, die das Herzstück bildete. Die Grafschaft Steinfurt, die seit dem 16. Jahrhundert dem gräflichen Hause Bentheim-Steinfurt gehörte, bestand aus der Stadt Burgsteinfurt und seien Bauerschaften Sellen, Veltrup und Hollich.

### Reichsdeputationshauptschluss
Infolge des Vertrages zwischen Frankreich und Preußen vom 23. Mai 1802, des Reichsdeputationshauptschlusses, wurde das Hochstift Münster neu aufgeteilt.
Als Entschädigung für linksrheinische Gebietsverluste erhielt der Wild- und Rheingraf von Salm-Grumbach das Amt Horstmar. Karl August Friedrich, noch minderjährig, nahm am 12. November 1802 die Grafschaft Horstmar in Besitz. Die Zentralbehörde richtete man in Coesfeld ein und teilte das bisherige Amt Horstmar in die Ämter Coesfeld und Metelen. Die links der Ems gelegenen Teile der fürstbischöflichen Ämter Rheine-Bevergern und Wolbeck fielen dem neu gegründeten Fürstentum Rheina-Wolbeck zu. Der Herzog Wilhelm Joseph von Looz-Corswarem zog am 31. Januar 1803 in Rheine ein.
Die Gebietsteile rechts der Ems fielen an Preußen. Preußen übernahm am 3. August 1802 den östlichen Teil des Hochstiftes mit der Landeshauptstadt Münster.

### Rheinbund
Mit der Gründung des Rheinbundes griff Napoleon massiv in deutsche Angelegenheiten ein. Am 6. August 1806 legte Kaiser Franz II. aus dem Hause Habsburg-Lothringen die Kaiserkrone nieder. Damit war das Ende des Heiligen Römischen Reiches besiegelt.

### Großherzogtum Berg
Mit einem Dekret Napoleons vom 15. März 1806 kam es zur Bildung des Herzogtums Cleve-Berg für seinen Schwager Murat.

Großherzoglich Bergischer Distrikt Steinfurt 1806–1808

Die Grafen von Bentheim-Steinfurt, die Wild- und Rheingrafen und der Herzog von Looz-Corswardem, die innerlich Preußen nahestanden, wurden durch französisches Dekret vom 26. Juli 1806 kurzerhand in das Großherzogtum Berg einverleibt.
Das neue Gebiet vereinigte man provisorisch zum Distrikt Steinfurt. Damit war Burgsteinfurt erstmals Mittelpunkt eines Verwaltungsbezirkes. Der Distrikt Steinfurt hing territorial nicht mit dem (nun) Großherzogtum zusammen.
Am 21. Januar 1808 sprach Napoleon dem Großherzogtum die bisher unter französischer Militärverwaltung stehenden, ehemals preußischen Länder Münster, Tecklenburg, Lingen und Mark zu, außerdem Dortmund, Limburg und Rheda. Am 5. Mai 1808 kam es zur territorialen Anbindung Steinfurts an das Großherzogtum.
Am 15. Juli 1808 überließ Murat Napoleon das Großherzogtum Berg und übernahm die Macht im Königreich Neapel.
Am 4. November 1808 erfolgte eine nach französischem Muster aufgebaute Territorialgliederung in Departements, Distrikte, Kantone und Mairien (Bürgermeistereien). Das umfangreiche Gebiet, das bisher Burgsteinfurt unterstand, wurde auf mehrere Distrikte aufgeteilt, die alle dem bergischen Departement der Ems mit Sitz in Münster unterstanden. Ab 10. März 1809 fand sich Burgsteinfurt im neuen Distrikt Coesfeld mit den Kantonen Billerbeck, Horstmar, Ochtrup, Rheine und Bentheim wieder.
Am 9. März 1809 übertrug Napoleon das Großherzogtum dem Prinzen Louis von Holland.

### Kontinentalsperre
Am 9. Juli 1810 verfügte ein Napoleonisches Dekret die Einverleibung des Königreichs Holland in das französische Kaiserreich. Um die Kontinentalsperre gegen England wirksamer durchführen zu können, wurde per Senatuskonsult vom 13. Dezember 1810 das gesamte Gebiet nördlich der Linie Wesel bis Lübeck mit Frankreich verbunden. Dabei fielen Ostfriesland, Jever, Knyphausen und Varel an das bereits französische Holland. Das Großherzogtum Berg verlor unter anderem einen Teil des Münsterlandes, Lingen und Tecklenburg.
Vom 1. Januar 1811 bis zum 27. April 1811 gehörte der Distrikt Steinfurt zum französischen Departement der Yssel-Mündung mit dem Hauptort Zwolle. Der Distrikt Steinfurt umfasste die Kantone Coesfeld, Billerbeck, Horstmar, Ochtrup, Rheine und Bentheim. Die Distrikte von Rees und Münster kamen zum Departement der Ober-Yssel. Der Distrikt Neuenhaus kam zum Departement Ost-Ems.
Die Zusammenlegung von niederländischen und deutschen Distrikten erweis sich als ungünstig; deshalb wurde am 27. April 1811 das Departement Lippe gebildet. Einer der Distrikte war Steinfurt, mit den Kantonen Ahaus, Billerbeck, Coesfeld, Ochtrup (Gronau, Metelen und Nienborg), Rheine und Steinfurt (Borghorst, Altenberge, Horstmar, Nordwalde und Schöppingen).

### Preußisch

Preußischer Dienstbrief des Landrats Cormann in Borghorst

Anfang November 1813 trafen die ersten alliierten Truppen ein. Aus den Präfekturen wurden Administrationskommissionen. Freiherr Ludwig von Vincke wurde am 14. November 1813 zum einstweiligen Generalkommissar ernannt. Einige Tage später nahm die preußische provisorische Regierungskommission ihre Arbeit auf. Der ganze Distrikt Steinfurt kam unter die Regierung von Münster, von Oer blieb als Landrat im Amt.
1816 wurde der Kreis Steinfurt neu eingeteilt. Landrätlicher Commisarius wurde Bernhard Franz Josef Cormann.

### Geschichte seit 1816

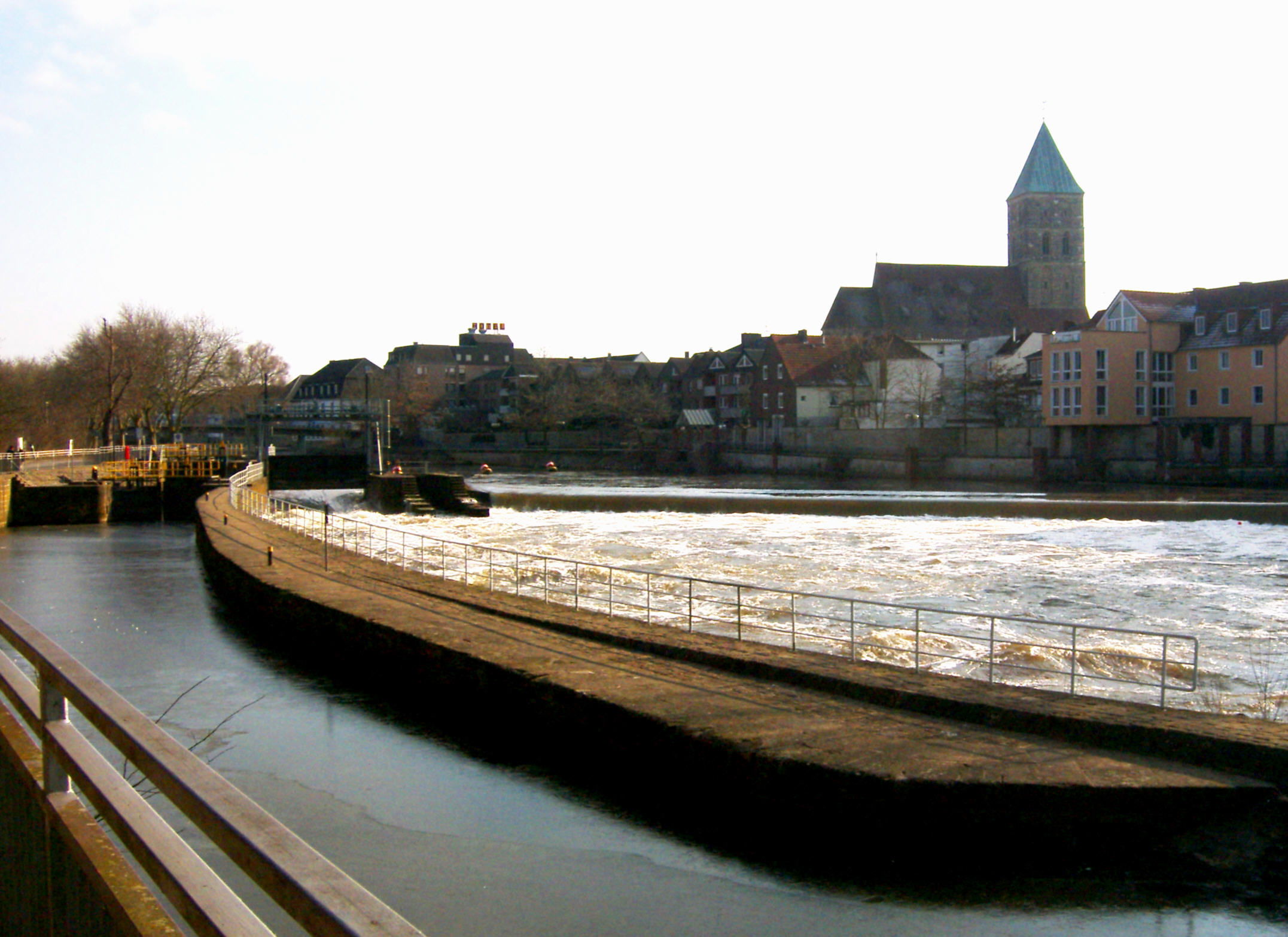
Emswehr in Rheine

Das offizielle Gründungsdatum des Kreises Steinfurt ist der 10. August 1816. Ihm zugrunde lag die Verordnung zur Einteilung des Münsterischen Regierungsbezirks-Bezirks in landräthliche Kreise der Bezirksregierung in Münster. Der Kreis war bis 1843 in elf Bürgermeistereien eingeteilt:
- Altenberge
- Borghorst
- Emsdetten
- Horstmar mit Leer
- Laer mit Holthausen
- Metelen
- Neuenkirchen mit Wettringen
- Nordwalde
- Ochtrup mit Langenhorst und Welbergen
- Rheine mit Elte und Mesum
- Steinfurt

Am 13. Juli 1827 trat im Kreis Steinfurt die für die preußische Provinz Westfalen gültige Kreisordnung in Kraft. Mit der Einführung der Landgemeinde-Ordnung für die Provinz Westfalen wurden in den Jahren 1843 und 1844 die Bürgermeistereien in Ämter überführt. Das aus der Gemeinde Mesum bestehende Amt Mesum hatte nur kurzzeitig Bestand und wurde 1852 in das Amt Rheine eingegliedert. Die Stadt Burgsteinfurt blieb amtsfrei, während die Stadt Rheine bis 1851 zum Amt Rheine gehörte und dann ebenfalls amtsfrei wurde. Der Kreis war seitdem in zwölf Ämter und insgesamt 27 Gemeinden gegliedert:
| Amt          | Gemeinden                                                      |
| ------------ | -------------------------------------------------------------- |
| amtsfrei     | Burgsteinfurt und Rheine                                       |
| Altenberge   | Altenberge                                                     |
| Borghorst    | Borghorst                                                      |
| Emsdetten    | Emsdetten und Hembergen                                        |
| Horstmar     | Stadt Horstmar, Kirchspiel Horstmar und Leer                   |
| Laer         | Laer und Holthausen                                            |
| Metelen      | Wigbold Metelen und Kirchspiel Metelen                         |
| Neuenkirchen | Neuenkirchen                                                   |
| Nordwalde    | Nordwalde                                                      |
| Ochtrup      | Wigbold Ochtrup, Kirchspiel Ochtrup, Langenhorst und Welbergen |
| Rheine       | Elte, Mesum, Rheine links der Ems, Rheine rechts der Ems       |
| Steinfurt    | Hollich, Sellen und Veltrup                                    |
| Wettringen   | Wettringen                                                     |

Eine neue, am 11. März 1850 erlassene Kreisordnung wurde nach nur zwei Jahren am 19. Juni 1852 durch einen königlichen Erlass revidiert. Erst am 19. März 1881 trat eine reformierte Kreisordnung für Westfalen und somit auch den Kreis Steinfurt in Kraft.
Am 1. Oktober 1890 wurde die Gemeinde Kirchspiel Ochtrup in die Stadt Ochtrup eingemeindet. Zum 7. Oktober 1925 wurde auch im Kreis Steinfurt das Verhältniswahlrecht eingeführt. Es kam bei Wahlen des Kreistags, der Kreisdeputierten und der Kreiskommissionen zum Einsatz. Die erste danach ausgetragene Wahl fand am 29. November 1925 statt. Dabei errang die Zentrumspartei 19, die SPD 3, die KPD 1, die Vereinigte Rechtspartei 2, der Amtsbezirk Horstmar 1, die Landgemeinde Rheine 2 und die Gemeinde Wettringen 1 Sitz.
Am 1. April 1927 folgte eine Teilausgliederung aus den Bauerschaften Bentlage, Wadelheim, Dutum, Eschendorf und Gellendorf zugunsten der Stadt Rheine, die die entsprechenden Gebiete in ihr Stadtgebiet eingliederte. Bei der letzten freien Kreistagswahl am 12. März 1933 vor der Machtergreifung der Nationalsozialisten zeigte sich, dass die NSDAP im Kreis Steinfurt noch nicht Fuß gefasst hatte. So errang die Zentrumspartei 17 Sitze, die NSDAP 6 Sitze, die SPD sowie die Kampffront Schwarz-Weiß-Rot je 2 Sitze und die KPD sowie die Evangelische Liste je 1 Sitz. Kurz darauf folgte jedoch die Entmachtung sämtlicher gewählter Institutionen sowie im Jahre 1934 die Entlassung des Landrats Strunden, da dieser kein Mitglied der NSDAP war.
Die aus jeweils nur einer Gemeinde bestehenden Ämter Altenberge, Borghorst, Neuenkirchen, Nordwalde und Wettringen wurden 1934 aufgehoben. Am 1. Oktober 1937 wurden das Wigbold Metelen und das Kirchspiel Metelen zur Gemeinde Metelen zusammengeschlossen und am 1. April 1938 wurde die Gemeinde Kirchspiel Horstmar in die Stadt Horstmar eingemeindet. Die Gemeinde Emsdetten erhielt am 18. September 1938 das Stadtrecht. Am 1. April 1939 wurden Hollich, Sellen und Veltrup in die Stadt Burgsteinfurt eingemeindet.
Nach Ende des Zweiten Weltkrieges trat am 1. April 1946 im Landkreis Steinfurt die Verordnung Nr. 100 der britischen Militärregierung in Kraft, wonach Bürgermeister und Landräte keine Machtbefugnisse mehr besaßen. Zusätzlich wurde die politische Doppelspitze eingeführt, d. h. neben dem Bürgermeister existierte das Amt des Stadtdirektors und neben dem Landrat das Amt des Oberkreisdirektors. Als erster Landrat der Nachkriegszeit wurde im selben Jahr Hans Riehemann von der CDU gewählt.
Borghorst erhielt im Jahre 1950 die Stadtrechte. Das Amt Emsdetten wurde 1957 aufgelöst, so dass Emsdetten und Hembergen seitdem amtsfrei waren.
Der Kreis besaß 1968 die folgende Verwaltungsstruktur:
| Amt      | Gemeinden |
| -------- | --- |
| amtsfrei | Altenberge, Borghorst, Burgsteinfurt, Emsdetten, Hembergen, Metelen, Neuenkirchen, Nordwalde, Rheine und Wettringen |
| Horstmar | Horstmar und Leer                                                                                                   |
| Laer     | Laer und Holthausen                                                                                                 |
| Ochtrup  | Ochtrup, Langenhorst und Welbergen                                                                                  |
| Rheine   | Elte, Mesum, Rheine links der Ems, Rheine rechts der Ems                                                            |

Im Jahr 1969 kam es durch das Gesetz zur Neugliederung von Gemeinden des Landkreises Steinfurt zu einer ersten, kleineren Gebietsreform. Dabei wurden Horstmar und Leer zur Stadt Horstmar vereinigt, Laer und Holthausen zur Gemeinde Laer und Ochtrup sowie Langenhorst und Welbergen zur Stadt Ochtrup. Hembergen wurde in Emsdetten eingemeindet. Die Ämter Horstmar, Laer und Ochtrup wurden aufgelöst. Der Kreis umfasste seitdem noch 16 Gemeinden.
Ab dem Jahr 1971 begannen die Planungen zu einer großen Kreisreform, bei der diverse Gliederungskonzepte kontrovers diskutiert wurden. Am 8. Mai 1974 wurde das Münster/Hamm-Gesetz verabschiedet, das weitere Gemeindefusionen und eine Kreisreform mit Wirkung vom 1. Januar 1975 beinhaltete:
- Rheine, Elte, Mesum, Rheine links der Ems und Rheine rechts der Ems wurden zu einer neuen, größeren Stadt Rheine zusammengeschlossen.
- Borghorst und Burgsteinfurt wurden zur neuen Stadt Steinfurt zusammengeschlossen.
- Das Amt Rheine wurde aufgelöst.
- Der Kreis Steinfurt wurde ebenso wie der Kreis Tecklenburg aufgelöst. Zusätzlich wurden die Stadt Greven und die Gemeinde Saerbeck aus dem aufgelösten Kreis Münster in den neu gegründeten Kreis Steinfurt eingebracht.[12]

## Einwohnerentwicklung
| Jahr | Einwohner | Quelle |
| ---- | --------- | ------ |
| 1819 | 035.781   | [ 13 ] |
| 1832 | 039.203   | [ 2 ]  |
| 1858 | 044.183   | [ 14 ] |
| 1871 | 044.493   | [ 15 ] |
| 1880 | 048.857   | [ 15 ] |
| 1890 | 054.975   | [ 16 ] |
| 1900 | 067.241   | [ 16 ] |
| 1910 | 084.242   | [ 16 ] |
| 1925 | 097.433   | [ 16 ] |
| 1939 | 118.506   | [ 16 ] |
| 1950 | 157.337   | [ 16 ] |
| 1960 | 162.700   | [ 16 ] |
| 1970 | 188.300   | [ 17 ] |
| 1973 | 195.900   | [ 18 ] |

## Politik

### Ergebnisse der Kommunalwahlen ab 1946
Stimmenanteile der Parteien in Prozent
| Jahr   | CDU  | SPD  | FDP | DZP  | KPD |
| ------ | ---- | ---- | --- | ---- | --- |
| 1946   | 52,8 | 22,7 |     | 17,8 | 2,8 |
| 1948   | 38,9 | 29,5 |     | 28,2 | 2,4 |
| 119521 | 43,4 | 23,2 | 3,7 | 23,3 |     |
| 1956   | 46,1 | 28,8 | 3,9 | 19,4 |     |
| 1961   | 55,9 | 26,4 | 6,2 | 11,5 |     |
| 1964   | 54,6 | 29,0 | 7,8 | 07,6 |     |
| 219692 | 57,7 | 32,2 | 4,4 | 03,4 |     |

Fußnoten
1 1952: zusätzlich: BHE: 5,4 %

2 1969: zusätzlich: UWO: 2,9 %

### Landräte
- 1816–183700Bernhard Cormann
- 1838–183900Maximilian von Korff gen. Schmising (kommissarisch)
- 1839–187700Karl von Basse
- 1877–188100Karl von Horn
- 1881–189200Paul von Basse
- 1892–191900Ernst Plenio
- 1919–192900Alfred Russel
- 1929–000000Karl Bubner
- 1929–193300Alois Vogels
- 1933–000000Horst Strunden
- 1933–193500Herbert Krupp
- 1935–194100Karl Tanzeglock
- 1941–194200Jakob Stachels
- 1942–000000Friedrich Boeckenhoff
- 1945–194600Alois Vogels
- 1946–194800Hans Riehemann (CDU)
- 1950–195300Friedrich Krabbe (DZP)
- 1953–196300Hans Riehemann (CDU)
- 1963–196500Albert Hillenkötter (CDU)
- 1965–196900Gottfried Köster (CDU)
- 1969–197400Martin Stroot (CDU)

## Kfz-Kennzeichen
Am 1. Juli 1956 wurde dem damaligen Landkreis bei der Einführung der bis heute gültigen Kfz-Kennzeichen das Unterscheidungszeichen BF zugewiesen. Es wurde bis zum 31. Dezember 1974 ausgegeben. Seit dem 3. Juli 2013 ist es neben TE und ST aufgrund der Kennzeichenliberalisierung im seit 1975 bestehenden Kreis Steinfurt erhältlich.